# Архитектура старог Египта
Египатска архитектура је главни елеменат египатске цивилизације, која се сматра једном од најзначајнијих цивилизација старог века, имајући у виду време у коме је постојала, достигнућа и трајање од 3.000 година. 
Египатска цивилизација је развила специфично државно уређење, религију, архитектуру, писмо и уметност. 
Историја старог Египта се протеже од 31. века п. н. е. до 30. године п. н. е. када је дефинитивно престала да буде самостални државни ентитет. Аутохтона египатска култура одржала се много дуже и нестала је тек после арапских освајања у 7. веку н. е.
Основна одлика египатске архитектуре је полихромија, поједини делови грађевина су бојени.

## Технике градње
За израду грађевина стари Египћани користили су трску, дрво и нилско блато. Кров је раван или засвођен. Понекад су уместо трске коришћене и асуре које су стављане између дрвених носача и додатно ојачаване сноповима трске. 
Нилско блато је мешано са водом и уз додавање песка, сламе, разних биљних отпадака, прављен јећерпич, који је у калупима сушен до недељу дана. Ћерпич је био веома чврст, посебно онај са додатком сламе. Да би се постизала стабилност на спољашње зидове су додаване нише и пиластри.
Елементи уграђени у архитектуру грађевина су:
- корниш
- торус
- хекеру фриз

Торуси чине углове конструкција, а корниш представљају слободни крајеви конструкције.
Од камена се користи кречњак, а од новог царства и пешчар и гранит, посебно за прагове, надвратници, за блокирање пролаза у пирамидама, за оплату зидова, довратнике, некада лажна врата, саркофаге.
Камена се у архитектуру уводи од 1. династије, а прва грађевина у целости изграђена од камена је Џосерова пирамида, где су од ћерпича и других трошних материјала, нише и пиластри.
Велики камени блокови се користе од 4 династије и фараона Снофруа.
Избор алата и технике обраде зависио је од врста камена који је коришћен.
За меки камен (кречњак, пешчар) користе се бакарне тестере уз додатак абразивног кварцног песка или длета или маљеви од дрвета или тврдог камена, а за тврди (гранит, кварцит, диорит) - маљеви, длета и глачање дрвеним алаткама.

## Основне форме у архитектури
Пилон је увек уз две куле косих спољних зидова нагнутих ка унутра, између њих је капија.
Прва појава пилона се везује за средње царство, али је ово типична форма новог царства.
Декорацију пилона чини мотив одражавања хармоније кроз победе над непријатељем. Фасаду пилона чине удубљење за штапове за тегове. Испред пилона је често обелиск или статуе владара.
Обелиск је камени стубац са пирамидално обликованим врхом који се зове пирамидион.
Дрвени стубови се јављају у сакралној и у храмовској архитектури.
- Стуб храма у Фили
- Храм у Карнаку
- Источна страна Храма у Луксору
- Абу Симбел

## Храм
Храм је место исказивања поштовања боговима, место где краљ одржава маат.
Палата и храм имају ритуални значај, паралела између архитектуре палате и храма, израз дневног политичког и религијског живота елите.
Циљ једноставних прединастичких светилишта у династичком периоду су развиле два основна типа храма:
- храмови за култ богова
- посмртни храмови

У ранодинастичком периоду храмови богова су мањи и не тако импресивни, махом грађени од черпића и зато су ретко очувани.
Од новог царства, краљевски посмртни храмови су по облику и функцији слични храмовима богова. 
Храмови су често међусобно повезани алејом, а у новом царству су повезани са палатом, окружени су зидовима од черпића и камена са неколико капија.
Оријентација храма је теоријски исток-запад, у пракси управно на Нил.
Оса кретања храма је правац од улаза у храм до светилишта.
Разликујемо следеће делове храма по правцу кретања (најчешће у новом царству):
- улаз (капија и пилон)
- двориште (обично са тремом)
- једна или две хипостилне дворане
- предворје
- светилиште.

Храмовски комплекс укључује још и пристаниште, алеју сфинги и свето језеро.
- Храм у Луксору
- Перистел дворана у Мединет Хабуу
- Храм у Карнаку
- Храм у Есни
- Храм краљице Хатшепсут
- Храм Исис
- Храм Нефертири
- Храм у Фили

## Профана архитектура
Модели из средњег царства су куће за душу Ка.
Примери ове архитектуре су куће из Амарне, виле из 18. династије.
Састоје се из централног дворишта око кога су груписане друге помоћне просторије, спаваће собе, улаз није био директно са улице, већ се прво наилази на предворје
Деир ел Медина је радничко насеље саграђено у 18. династији са типским грађевинама.
Састоје се од једне просторије чија намена није јасна, могла је служити за култ или спавање, потом следи главна соба, па спаваћа соба, испод пода је нека врста оставе, па кухиња (без таванице) која се наслања на зид насеља. Испод зида насеља постоји још један подрум.

## Египатске гробнице
Гробница је место посмртног култа власника гробнице и евентуално других чланова његове породице, а у неким периодима и ширег домаћинства.
Такође је и место које дели један од другог света, пребивалиште покојника, које садржи све што обезбеђује задовољење потреба на другом свету.
Гроб и гробница обезбеђује заштиту тела.
Тело које је било мумифицирано или прикази покојника су неопходни за Ка.
Ка је животни елемент, енергија. У себи чува све људске особине и то је бесмртна снага човека, која тражи материјалну подлогу, која је отелотворена у мумији, скулптури, рељефу.
ИМа заштитничку улогу. 
Ка је нераскидиво везана за човека и не напушта га после смрти.
Основне потребе покојника се задовољавају дневним, који се приносе у оквиру дневно обављаног посмртног култа и трајним прилозима који представљају инвентар гробнице.
Потребе покојника се могу задовољити на више начина и по правилу истовремено: конкретним прилозима, представа покојника за жртвеним столом, представљање или именовање прилога у жртвеним листама, приказ прилога у оквиру сцена у декорацији гробница, модели прилога.
Обезбеђивање одржавања култа се може остварити и на магијски начин и то помоћу приказа култа и неопходних предмета, моделима култног простора и предмета.
Прве гробнице су биле мастабе - гробнице укопане у земљу са карактеристичном трапезастом хумком на површини. Подземни део се састојао из мање или више компликованог лавиринта - бар две гробне просторије - права и лажна. То се радило у покушају да се заштити од пљачкаша гробова, који су постојали и у то време. Често је скулптура преминулог узиђивана у нишу у зиду са прорезом за очи да би могла да посматра евентуалне уљезе.
Постављањем више мастаба једну на другу је настала прва степенаста пирамида - гробница краља Зосера или Џозера, изграђена око 2500. п. н. е. Она је веома значајна са становишта историје уметности јер нам је познат њен градитељ - први уметник чије је име забележено. Звао се Имхотеп. 
Мање од једног века касније почело је златно доба пирамида. У комплексу у Гизи код Каира између 2570. и 1500. су изграђене најмонументалиније пирамиде у историји. Највећа и најстарија је Кеопсова пирамида још Старом веку проглашена једним од седам светских чуда. Комплекс чине и Кефренова и Микеринова пирамида. Пирамиде су биле обложене углачаним каменом са позлаћеним врховима. Та облога се сачувала још само на Кефренвој пирамиди. У комплексу су се налазили храмови и палате а чувала га је велика Сфинга.
Током Средњег царства, услед опште декаденције, ни гробнице се више не праве монументално, а током Новог укопане су у стену.
Гробница краљице Хатшепсут око 1480. године п. н. е. (Деир-ел-Бахари, Египат), 
саграђена је уз камену литицу са три камена дворишта са колонадама и повезана рампама, која су водила до мале култне просторије укопане у стени. Овај изузетни спој природе и архитектуре подсећа на комплексе из Старог царства, као што је комплекс у Гизи, али се овде уместо пирамиде налази брег.
Амонов храм у Луксору,1390-1260. године п. н. е. посвећен Амону, његовој жени Мут и сину Кхонсуу. Храм је зидан више од једног века, а почео је да га гради Аменхотеп III. Кроз масивну капију улази се у прво двориште, затим кроз дворану са стубовима (хипостил) у друго двориште, па у још једну хипостилну дворану, па тек онда у храм. Читав комплекс је заштићен од спољашњег света дебелим зидом и оставља утисак мистичног и застрашујућег.

Тутанкамонова гробница, (око 1360. године п. н. е.) налази се у долини краљева, у Луксору. Пронађена неопљачкана 1922. године и једина је фараонска гробница откривена у првобитном стању.

## Архитектура египатских гробница
Може се издвојити пет основних типова гробнице, а то су гробна јама, мастаба, пирамида, гробнице у стени, грађена капела.
Гробна јама је једноставна, јавља се врло рано и показује неке елементе архитектуре. Гробне јаме су зидане, а зидови су обложени дрветом.
Мастабе постају форме гробнице која се користи за приватна лица почетком старог царства. Имају три битна елемента
- Надземну структуру који подсећа на клупу, по чему су добиле назив
- Подземну структуру, састављену из више просторија за смештај покојника и прилога.
- Култно место које се може налазити у надземном делу мастабе, испред мастабе, или се могу увући у саму мастабу.

Пирамиде су краљевске гробнице од 3. династије. Прва је Џосерова пирамида. Најпознатији градитељи пирамида су из 4 династије. Последњи владар који гради пирамиду је Иби, из 8 династије, после кога постоји прекид до 12 династије када се градња наставља.